# Halfdan Hegtun

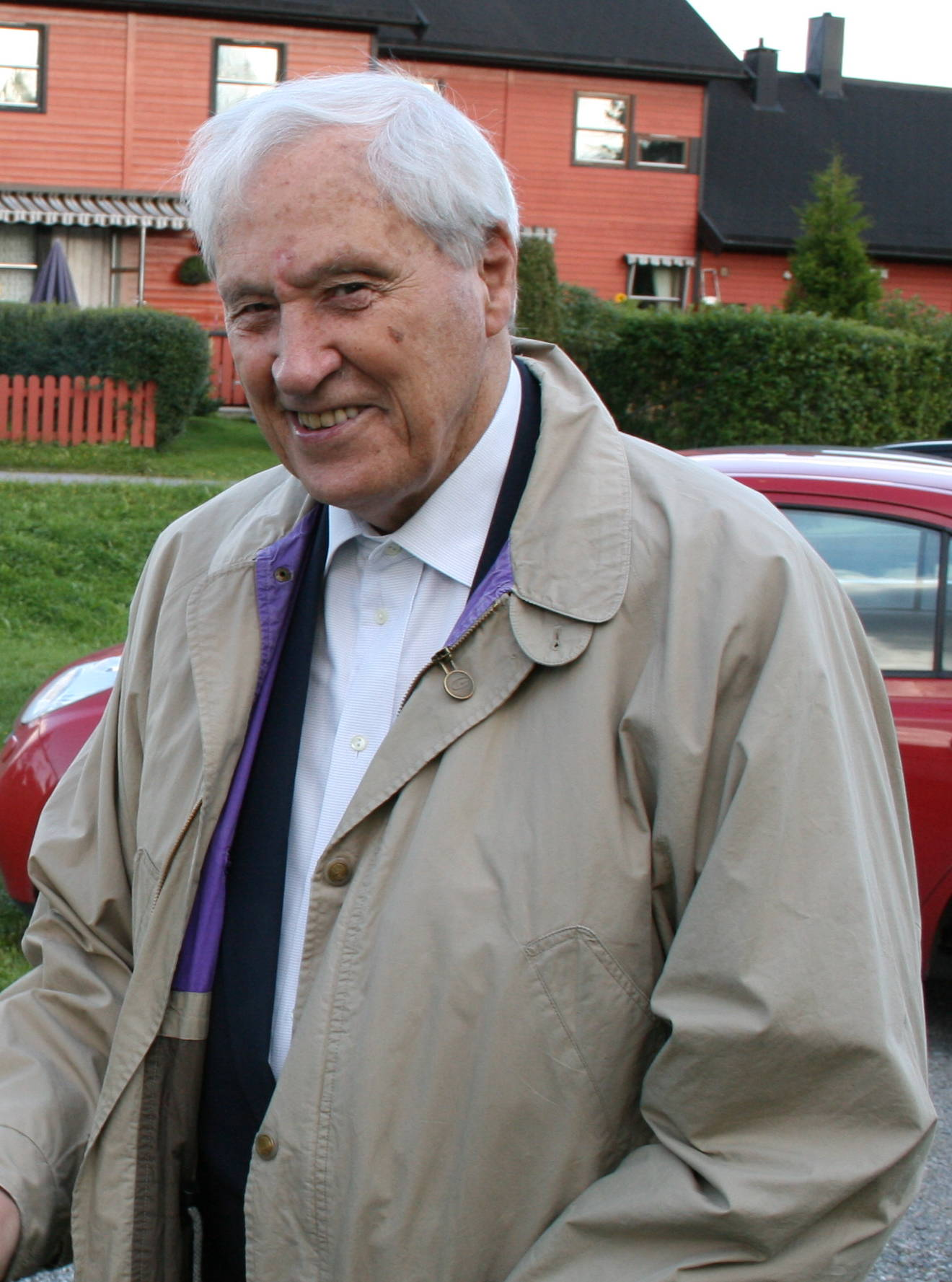
Halfdan Hegtun 2008

Halfdan Hegtun (* 18. Oktober 1918 in Raufoss, Kommune Vestre Toten; † 25. Dezember 2012) war ein norwegischer Philologe, Autor, Radio-, Sport- und Auslands-Reporter, Komiker und 1965 bis 1973 acht Jahre Abgeordneter im Storting, der norwegischen Volksvertretung.

## Leben
Die Grund- und die Mittelschule durchlief Hegtun von 1924 bis 1934 in seinem Geburtsort. Danach erhielt er eine weitere Ausbildung in Gjøvik bis 1937 auf dem Lateinzweig der Kommunale høyere almenskole. Cand. phil. wurde er 1946 auf der Universität Oslo im Hauptfach Geschichte mit den Nebenfächern Norwegisch und Deutsch.
1949 begann seine Laufbahn beim Norsk rikskringkasting, dem Norwegischen Rundfunk (NRK), die ihn von 1973 bis 1981 bis auf den Stuhl des Programmdirektors führte. Als Reporter blieben seinen Landsleuten vor allem seine Reportagen von den Olympischen Sommerspielen 1956 in Melbourne in Erinnerung. So berichtete er unter anderem vom ersten Sieg eines norwegischen Olympioniken bei Sommerspielen dort nach 36 Jahren, des Speerwerfers Egil Danielsen, oder dem Bronzemedaillengewinn des 800-m-Läufers Audun Boysen. Vier Jahre zuvor hatte er schon bei den Olympischen Winterspielen 1952 in Oslo hinter dem Mikrofon gestanden.
1954 berichtete er von der Beerdigung der Kronprinzessin Märtha und 1957 vom Begräbnis des Königs Haakon.
Politisch hatte sich Hegtun zunächst an die sozialliberale Venstre gebunden. Für sie kandidierte er  bei der Parlamentswahl in Norwegen 1965 erfolgreich im Wahlkreis Akershus und konnte den Sitz 1969 erneut gewinnen. Zur Mitte seiner zweiten Legislaturperiode 1972 wechselte er allerdings nach der Aufspaltung der Venstre seine Fraktionszugehörigkeit zur Liberalen Volkspartei – Det Liberale Folkepartiet. Außer der Mitarbeit in verschiedenen Ausschüssen gehörte er auch Delegationen des Parlaments zur NATO, zur Interparlamentarischen Union oder zum Europarat an. 1988 leitete Hegtun die Wiedervereinigungsverhandlungen, kehrte so zur Venstre zurück und betätigte sich dann noch lokalpolitisch in Bærum. Von 1983 bis 1991 war er zudem Mitglied im Fylkesting der damaligen Provinz Akershus.
Als Autor trat Hegtun verschiedentlich auch unter dem Pseudonym Even Brattbakken auf, genauso wie unter diesem Namen als komische Figur im Radio.

## Auszeichnungen
Halfdan Hegtun erhielt durch König Harald V. am 2. Februar 2010 die Kongens fortjenstmedalje, die Königlich-Norwegische Verdienstmedaille in Gold.